# Ennomos quercinaria
Ennomos quercinaria là một loài bướm đêm trong họ Geometridae.

## Hình ảnh

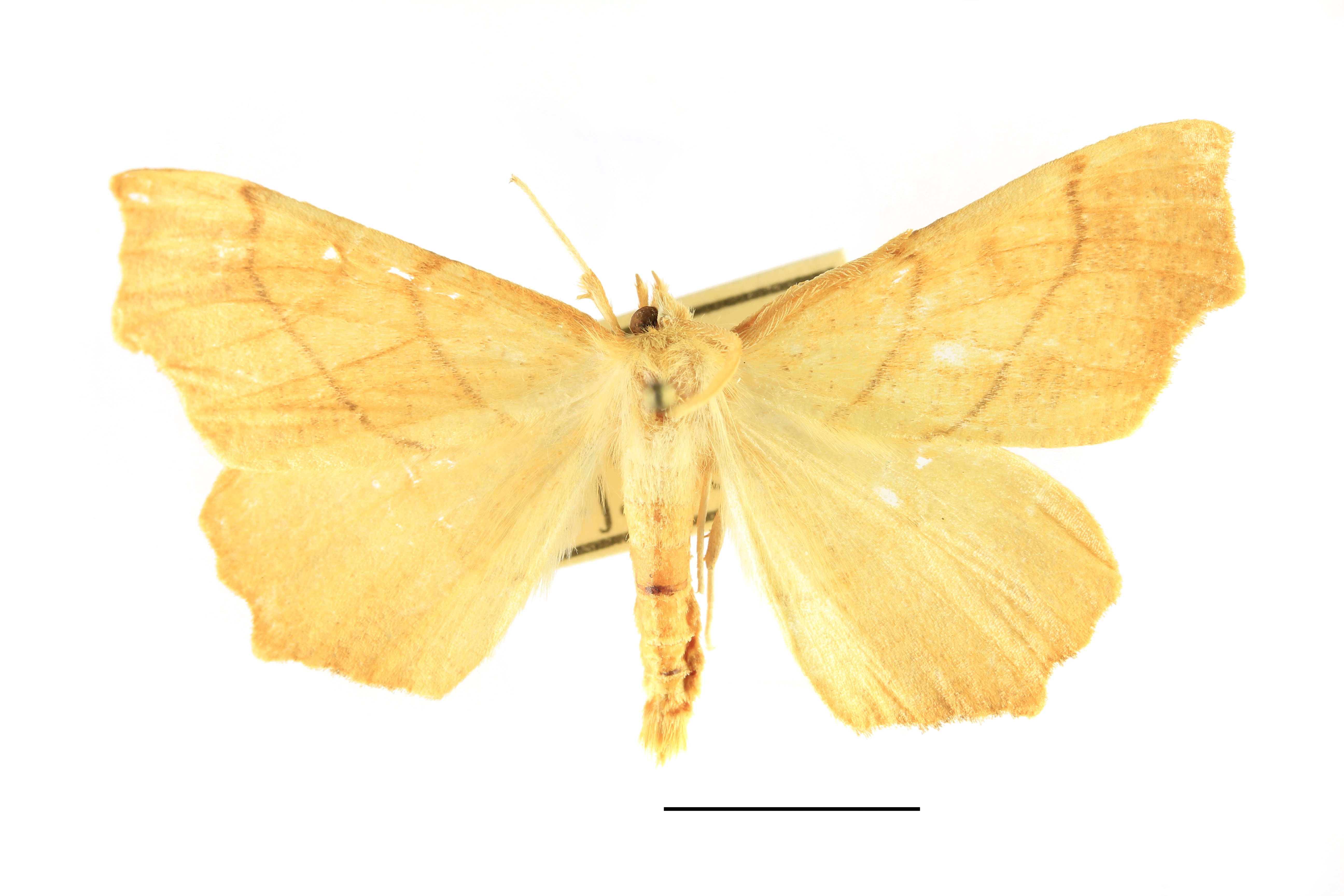
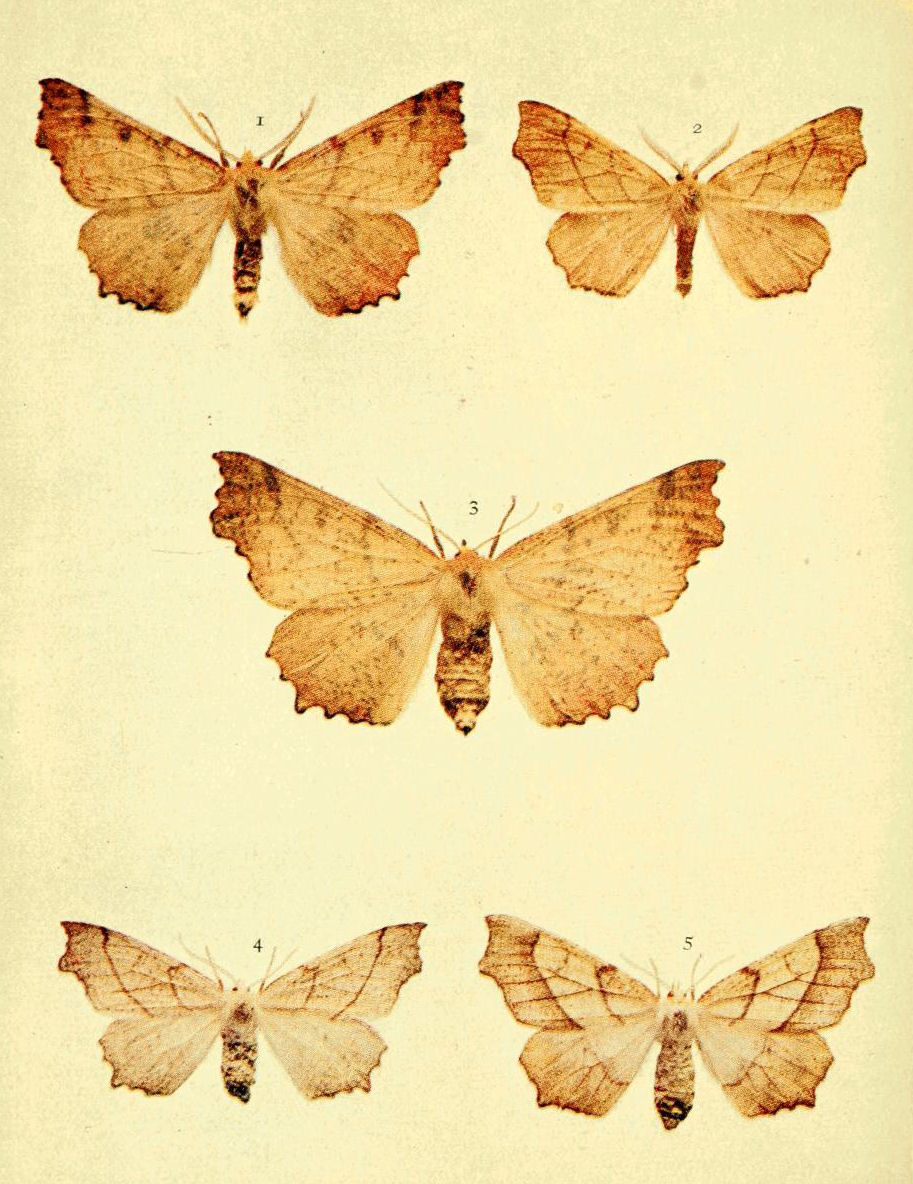
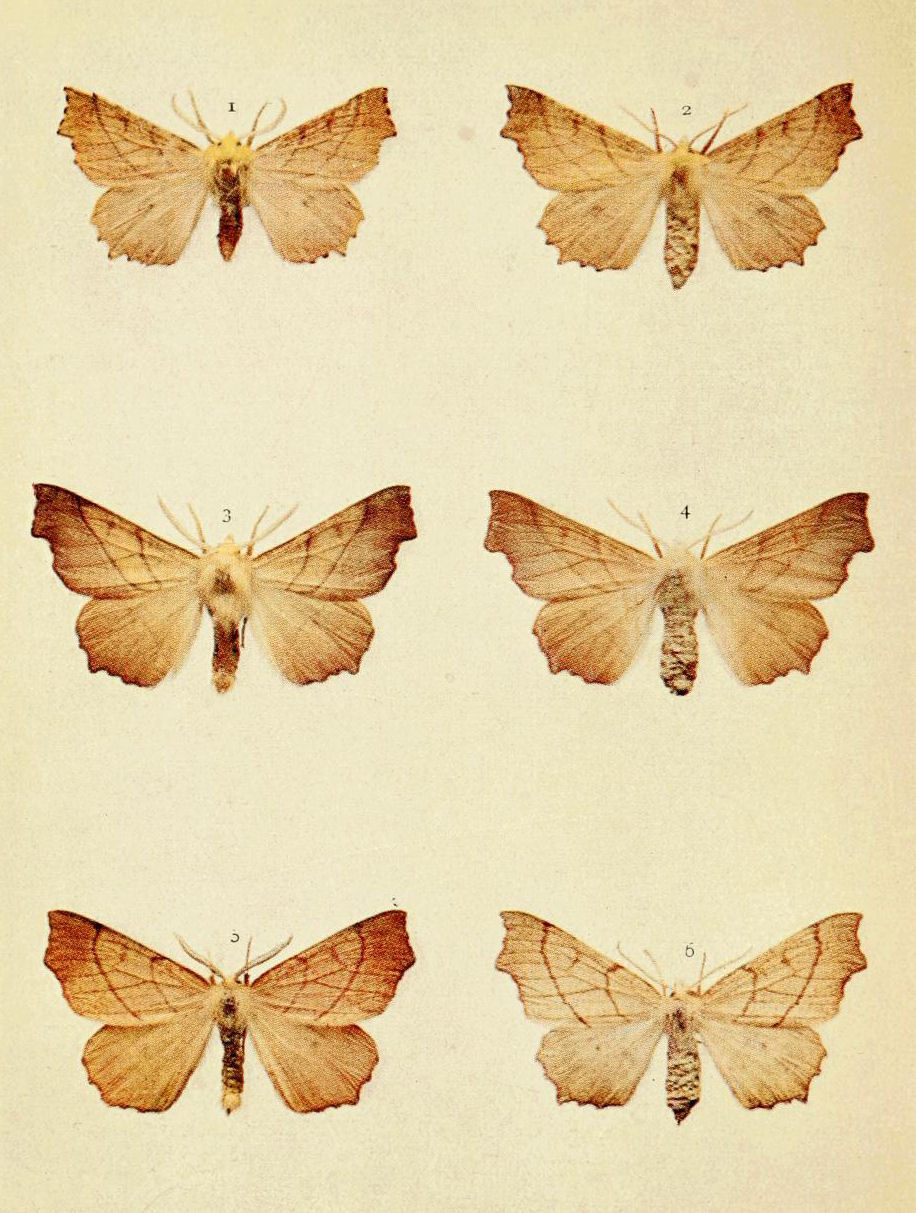
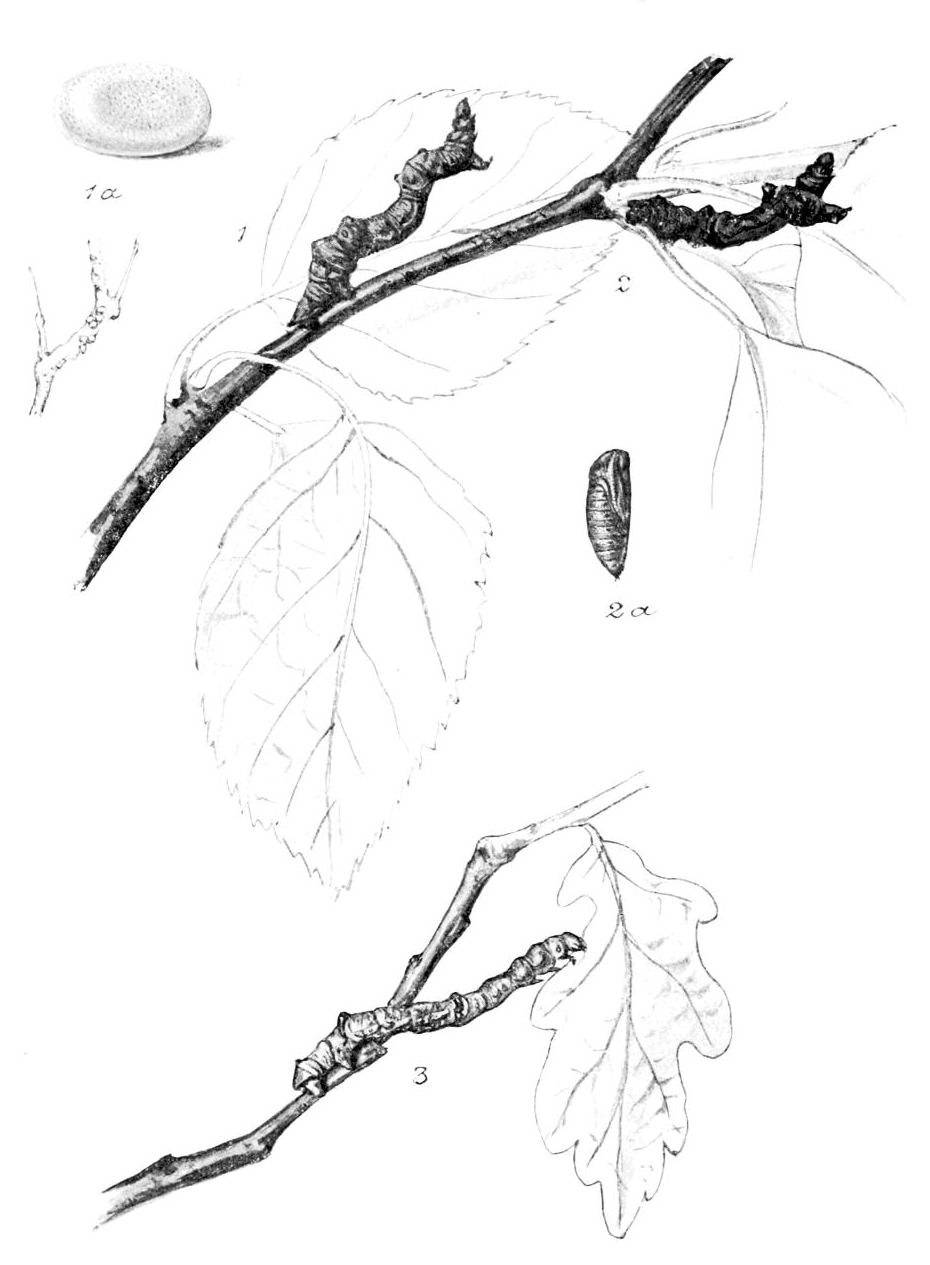